# Костыляй
Костыляй — село Иссинского района Пензенской области, входит в состав городского поселения рабочий посёлок Исса.

## География
Расположено на берегу реки Костыляйка в 4 км на северо-восток от районного центра посёлка Исса.

## История
Поселена помещиком около 1700 г. на одноименной речке, по обеим ее сторонам. С 1780 г. в составе Инсарского уезда Пензенской губернии, с середины XIX в. – волостной центр. В 1785 г. – за графом Андреем Петровичем Шуваловым (1329 ревизских душ вместе с крестьянами с. Казачья Пелетьма). В 1855 г. в селе построена каменная церковь во имя Иоанна Богослова. В 1894 г. работало земское училище. В 1896 г. – 236 дворов.
С 1918 года – центр Костыляйского сельсовета. С 1928 года село в составе Иссинского района Пензенского округа Средне-Волжской области (с 1939 года — в составе Пензенской области). В 1939 г. – центральная усадьба колхоза «Красное знамя» (организован в 1931 г.), 93 двора. В 1955 г. — в составе Кисловского сельсовета (центр в с. Булычево), центральная усадьба колхоза имени Крупской. С 2005 года — в составе городского поселения рабочий посёлок Исса.

## Население
| 1864 | 1877  | 1897  | 1926  | 1930  | 1939 | 1959 |
| ---- | ----- | ----- | ----- | ----- | ---- | ---- |
| 1298 | ↘1286 | ↗1302 | ↗1326 | ↗1448 | ↘572 | ↘227 |
| 1979 | 1989  | 1996  | 2002  | 2010  |      |      |
| ↘58  | ↘12   | ↘6    | ↗8    | ↘6    |      |      |

## Известные люди
Родина Героя Советского Союза, рядового, автоматчика Александра Кузьмича Белова (1911–1974), отличившегося в боях за освобождение Витебской области и при форсировании Западной Двины.